# Sonetni venac
Sonetni venac je ciklus od nekoliko, najčešće petnaest, soneta upućenih jednoj osobi, koji su povezani jedinstvenom temom ili temama. Svaki sonet u ciklusu istražuje jedan aspekt teme i grupisan je tako da se poslednji stih svakog soneta ponavlja kao prvi stih sledeće pesme. Početni stihovi prvih četrnaest soneta formiraju poslednji, petnaesti sonet, poznat pod nazivom magistrale ili majstorski sonet. Napredni oblik sonetnog venca uključuje i akrostih u petnaestom sonetu, koji formira ime voljene osobe ili istorijske ličnosti o kojoj autor peva. 
Ovu pesničku formu osmislila je Sijenska akademija u petnaestom veku. Na prostoru bivše Jugoslavije najpoznatiji sonetni venac je spevao slovenački pesnik France Prešeren. Kao Petrarka Lauri, tako je i Prešeren ispevao sonetni venac svojoj dragoj, Juliji Primicovoj. U ovom vencu opevane su dve glavne emocionalne komponente njegovog pesničkog bića: ljubav i rodoljublje.